# Csonkamindszent
Csonkamindszent község Baranya vármegyében, a Szentlőrinci járásban.

## Fekvése
Szigetvártól keletre fekszik, közvetlenül Szentlőrinc északnyugati szomszédságában. A további szomszédos települések: északkelet felől Helesfa, délnyugat felől Kacsóta, északnyugat felől pedig Dinnyeberki.

### Megközelítése
Közigazgatási területének déli szélén elhalad a 6-os főút jelenlegi és régi nyomvonala is [utóbbi ma alsóbbrendű mellékútként számozódik, 5811-es útszámmal], belterülete azonban csak egy jó másfél kilométeres letéréssel érhető el, a 66 111-es számú mellékúton.
Vasútvonal nem érinti (bár a községhatára közelében halad el a Budapest–Pécs-vasútvonal és a Murakeresztúr–Szentlőrinc-vasútvonal nyomvonala is), a legközelebbi vasúti csatlakozási lehetőség Szentlőrinc vasútállomás, mintegy 4 kilométerre délkeletre.

## Története
Az Árpád-kori településnek már 1183-ban említették az oklevelek az Okor vize melletti, Mindenszentekről elnevezett monostorát, Okur alakban írva. A monostor kegyura az oklevél szerint a Szalók nemzetségből (Györffy György szerint inkább a Kán nemzetségből való Baya volt, mivel a Baya személynév inkább a Kán nemzetségre volt jellemző).
1181 előtt a Szák nemzetségbeli Pál a monostornak adományozta Töttös (Szentegyed) föld felét. Az apátságnak volt birtoka még Sámod mellett, Kisszentmárton területén, Gyürü földtől keletre a mai Csonkamindszent területén is, ahol a monostor is állt. 1333-ban a monostor apátja egy fertó pápai tizedet fizetett. A tizedlajstromban Boldogasszonyfa mellett sorolták fel, tehát Boldogasszonyfa Csonkamindszent mellett feküdt, ahol a kápolnától délnyugatra eső telken
1957-ben a lakosság még a kolostorépület alapfalairól is tudott.
A települést 1554-ben említették először a mai „Csonkamindszent” nevén, nevét akkor Chonta Mindzenth-nek írták. Az ősi magyar falu előző neve Okor-, vagy Okormindszent volt.
Határában az Árpád-korban álló bencés apátság  a török hódoltság alatt pusztult el.

## Közélete

### Polgármesterei
- 1990–1994: Ropoli László (független)[3]
- 1994–1998: Ropoli László (független)[4]
- 1998–2002: Ropoli László (független)[5]
- 2002–2006: Ropoli László (független)[6]
- 2006–2010: Szabó Mónika (független)[7]
- 2010–2014: Szabó Mónika (független)[8]
- 2014–2019: Szabó Mónika (független)[9]
- 2019–2024: Szabó Mónika (független)[10]
- 2024– : Szabó Mónika (független)[1]

## Népesség
A település népességének változása:
| Lakosok száma | 159  | 158  | 157  | 142  | 155  | 182  | 185  | 180  |
|               | 2013 | 2014 | 2015 | 2019 | 2021 | 2022 | 2023 | 2024 |

A 2011-es népszámlálás során a lakosok 92,1%-a magyarnak, 7,3% cigánynak, 0,6% horvátnak, 0,6% németnek mondta magát (7,9% nem nyilatkozott; a kettős identitások miatt a végösszeg nagyobb lehet 100%-nál). A vallási megoszlás a következő volt: római katolikus 56,4%, református 4,2%, felekezeten kívüli 26,7% (12,7% nem nyilatkozott).
2022-ben a lakosság 92,3%-a vallotta magát magyarnak, 5,5% cigánynak, 1,1% németnek, 0,5% ruszinnak, 0,5% horvátnak, 3,3% egyéb, nem hazai nemzetiségűnek (6,6% nem nyilatkozott; a kettős identitások miatt a végösszeg nagyobb lehet 100%-nál). Vallásuk szerint 45,6% volt római katolikus, 4,9% református, 0,5% görög katolikus, 2,2% egyéb keresztény, 1,6% egyéb katolikus, 22,5% felekezeten kívüli (22,5% nem válaszolt).

## Nevezetességei
- Római katolikus temploma 1902-ben épült.